# 러시아 국민위병

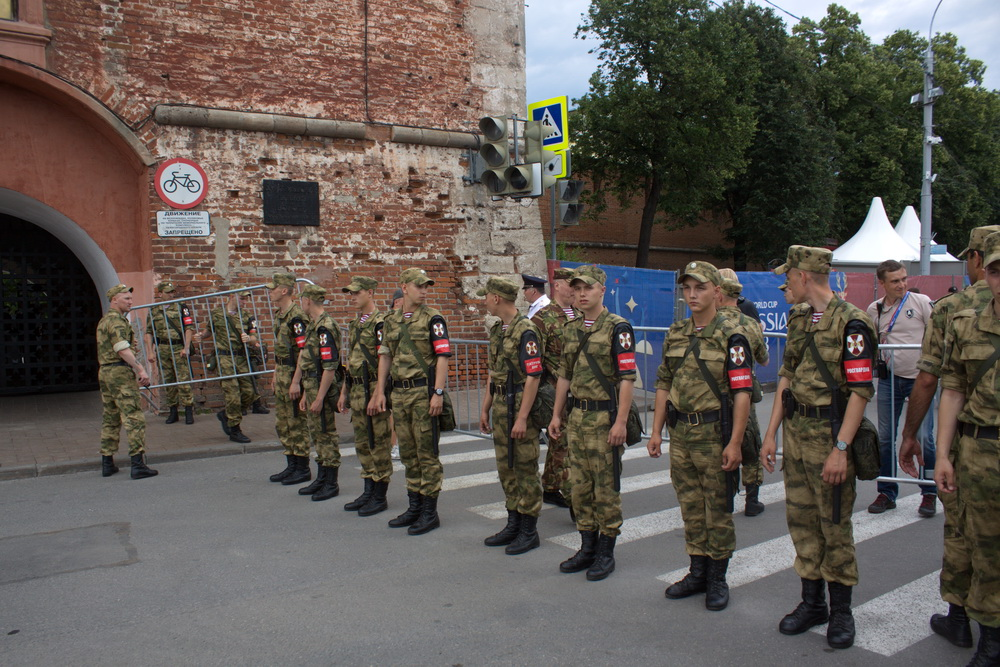
니즈니노브고로드의 크렘린 근처 러시아 경비병

러시아 연방 국민위병(러시아어: Федеральная служба войск национальной гвардии Российской Федерации, 문화어: 로씨야련방 민족근위군)   약칭 로스그바르디야(러시아어: Росгвардия)는 러시아 연방의 대통령 직속관할 친위대이자 내무군이다. 국방부를 비롯한 다른 정부조직을 거치지 않고 오로지 연방대통령에게만 독립적으로 직접보고한다.
국민위병은 러시아 연방군과 제도적으로 분리되어 있다. 주무부처인 러시아연방 국민위병대 연방사무처(러시아어: Федеральная служба войск национальной гвардии Российской Федерации 페데랄나야 슬루즈바 보이스크 나치오날노이 그바르디이 로시이스코이 페데라치이[*], 영어: Federal Service of the Troops of the National Guard of the Russian Federation)는 2016년 블라디미르 푸틴 대통령이 서명한 법률을 근거로 설립되었다. 국민위병의 임무는 국경수비, 총기규제, 테러리즘 및 조직범죄 대처, 공안질서 유지, 주요 국유시설 수비 등으로 규정되어 있다.
2018년 기준 국민위병 병력은 340,000 명이고 84개 단대가 편성되어 있다.
평시와 전시 그리고 준전시를 불문하고 러시아연방 국민위병과 러시아연방 국민위병대 연방사무처는 모두 오직 러시아 대통령의 명령과 지휘와 통제만을 받는다. 러시아연방 국민위병 대장 겸 러시아연방 국민위병대 연방사무총장은 장관급이며 러시아 연방 안전 보장 이사회 상임이사 자격이 당연직으로 자동 부여된다. 초대이자 현임 러시아연방 국민위병 대장 겸 러시아연방 국민위병대 연방사무총장은 빅토르 졸로토프 국민위병대 대장이다. 현재는 2022년 기준으로 국민위병 병력은 350,000명이다.

## 같이 보기
- 러시아 경찰